# 布盧萊克鎮區 (密歇根州馬斯基根縣)
布盧萊克鎮區（英語：Blue Lake Township）是位於美國密歇根州馬斯基根縣的一個行政鎮區。

## 地方資料
布盧萊克鎮區的面積為92.60平方千米，當中陸地面積為86.90平方千米，而水域面積為5.70平方千米。根據2020年美國人口普查的數據，當地共有人口2416人，而人口密度為每平方千米26.09人。